# Eckbusch (Quartier)
Eckbusch ist ein 5,3 km² umfassendes Wohnquartier im Nordwesten des Wuppertaler Stadtbezirks Uellendahl-Katernberg.

## Geografie

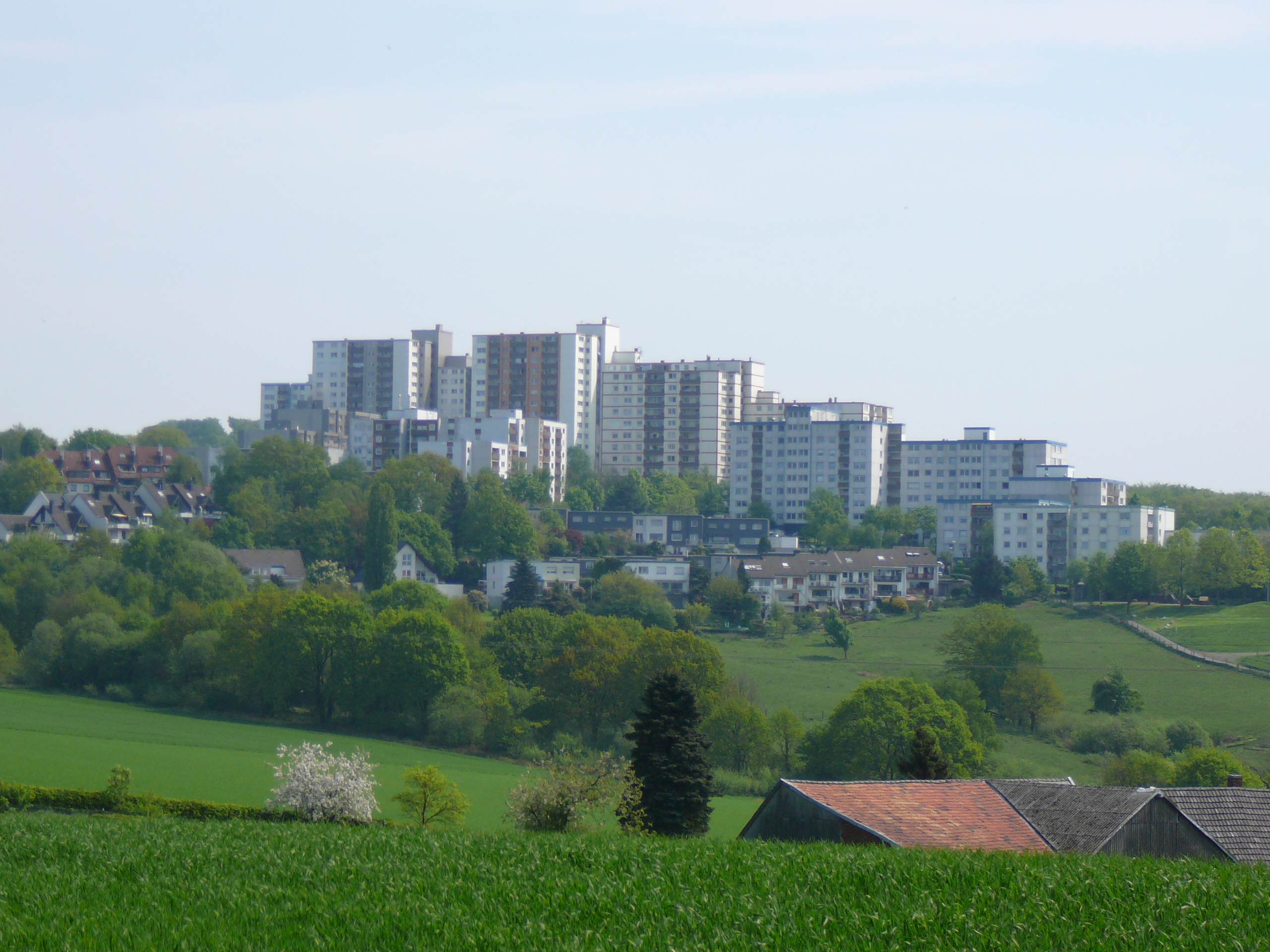
Hochhaussiedlung am Eckbusch

Das Wohnquartier wird im Westen von der Stadtgrenze zu Wülfrath, im Nordosten von der Nevigeser Straße (Landesstraße 427), im Südosten von der Straße In den Birken und im Süden von dem Steinberger Bach begrenzt. Neben der Stadt Wülfrath umgeben im Uhrzeigersinn die Wohnquartiere Siebeneick, Nevigeser Straße, Beek, Varresbeck und Schöller-Dornap das Wohnquartier Eckbusch. Die Fließgewässer entwässern allesamt in das Flusssystem der Düssel.
Die Wohnbebauung des überwiegend agrarisch genutzten Wohnquartiers konzentriert sich auf den Bereich um die Straße Am Eckbusch, wo neben Einfamilienhäusern auch mehrstöckige Mehrfamilienhäuser erbaut wurden. Diese zwischen 1960 und 1980 errichteten Hochhäuser gehören zu den höchsten Wohngebäuden der Stadt Wuppertal und sind als Landmarke gut aus der Umgebung auszumachen.

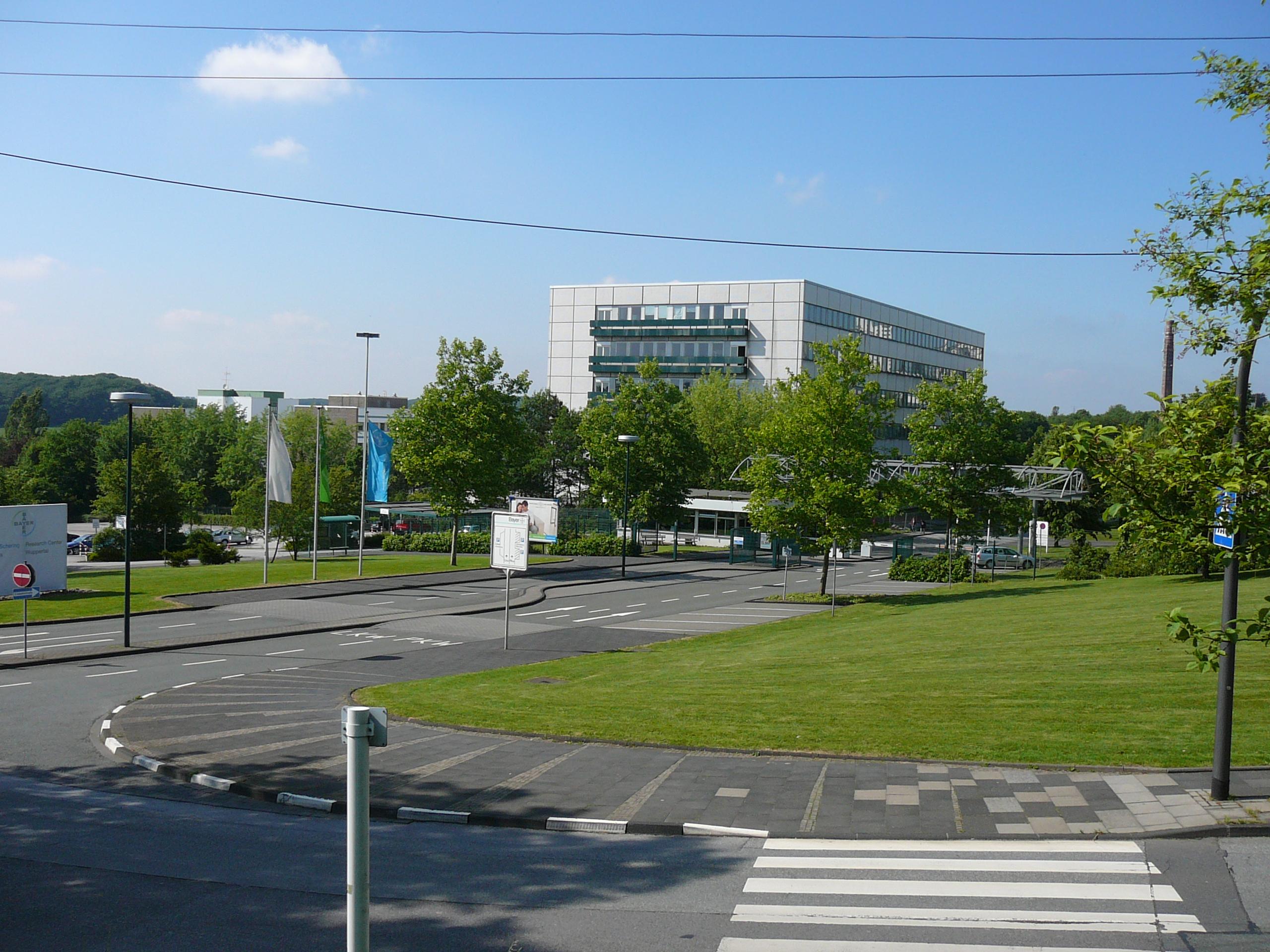
Bayer-Forschungszentrum Aprather Weg

Die Division Pharmaceuticals der Bayer AG (ehemals Bayer Pharma AG) unterhält im Wohnquartier ein ausgedehntes Forschungszentrum (von Bayer als Werk Aprath bezeichnet). An der Straße Birkenhöhe ist die Gemeinschaftsgrundschule Birkenhöhe.
Zu den Außenortschaften, Ortslagen und Höfen im Wohnquartier zählen Am Rohm, Auf dem Hufen, Asbruch, Berghaus, Eschenkamp, Frankholzhäuschen, Großhöfchen, Hixter, Hugenbruch, Kleinhöfchen, Klotzbahn, Kohleiche, Kotthaus, Kutenhaus, Lipkenskothen, Melandersbruch, Naurathssiepen, Neuenhaus, Obenaprath, Oberste Leimberg, Ringelbusch, Römersleimberg, Schmalt, Theisbruch, Unterste Leimberg, Wiesenhaus, Zum Kothen und Zum Löh.

Die Bundesautobahn 535 überwindet mittels einer hohen Brücke den Steinberger und den Brucher Bach bei Gut Steinberg im westlichen Teil des Wohnquartiers.

## Freibad Eckbusch
Das Freibad war in seiner Geschichte mehrfach von der Schließung bedroht, die nach Bürgerprotesten abgewendet wurde. Am 22. März 1991 wurde dann aus der Bürgerinitiative ein Förderverein gegründet. Mithilfe von zahlreichen ehrenamtlichen Mitarbeitern und Mitarbeiterinnen gelang es, die Betriebskosten zu senken und so die Schließung des Freibades zu verhindern. Heute zählt der Förderverein des Freibades Eckbusch etwa 350 Mitglieder.

## Theater Truppe Eckbusch
Die Theater Truppe Eckbusch (TTE) entstand 1993 aus einem Elternkreis ehemaliger Schüler der Grundschule Birkenhöhe. Dort wurden schon erste Bühnenerfahrungen in den Aufführungen von Märchen sowie einer Komödie gesammelt. Um auch nach dem Verlassen der Schüler der Grundschule weiterhin dem Theaterspielen nachgehen zu können, schloss sich die Gruppe der evangelischen Kirchengemeinde im Gemeindezentrum  „Am Eckbusch“ an. Im Jahr 2003 wurde die Theatergruppe als eingetragener Verein ins Vereinsregister eingetragen. Bis zum Jahr 2019 kamen mehr als 30.000 Besucher zu 25 inszenierten Komödien. Gespielt wird im Gemeindezentrum Sonnborn und in der Färberei in Oberbarmen. Die Erlöse aus den Aufführungen werden nach Abzug der Aufwendungen fast ausschließlich als Spenden weitergegeben.